# 76 km
76 km (ros. 76 км) – przystanek kolejowy pomiędzy miejscowościami Olgowka i Ozieriszcze, w rejonie poczepskim, w obwodzie briańskim, w Rosji. Położony jest na linii Briańsk - Homel.